# David Manet
Pour les articles homonymes, voir Manet.
David Manet, né le 14 juin 1973 à Uccle, est un acteur belge,.

## Biographie
David Manet a suivi des études d'arts dramatiques au Conservatoire royal de Bruxelles, dont il est sorti diplômé avec le premier prix d'Art Dramatique et de Déclamation. Actif dans le doublage depuis la fin des années 1990, il est connu pour être la voix française des 9e, 10e et 14e Docteur (incarnés respectivement par Christopher Eccleston et David Tennant) dans la série Doctor Who. 
Il est également une voix récurrente de l'animation, doublant le personnage de James dans l'univers Pokémon, Tristan Taylor dans Yu-Gi-Oh! ou encore Nagato / Pain dans Naruto.

## Diplômes et formations
- 1er Prix d'Art dramatique et de Déclamation au Conservatoire royal de Bruxelles.
- Stages avec Manu Bonmariage, Dominique Serron, Isabelle Pousseur, Declan Donellan, Pico Berkowitch...

## Théâtre
- Vie et mort de Pier Paolo Pasolini de Michel Azama
- Chutes de Gregory Motton
- Guerre de Rainald Goetz
- Inadapté d'après un roman de Rainald Goetz

## Filmographie

### Cinéma

#### Longs métrages
- 2003 : Dédales de René Manzor : un jeune policier
- 2010 : Libre échange de Serge Gisquière : ? (voix)
- 2011 : Légitime Défense de Pierre Lacan : Lherbier
- 2016 : Le Voyage de Fanny de Lola Doillon : un gendarme

#### Court métrage
- 2018 : Demain est un autre jour de Sophie Halpérin : l'employé du chômage

### Télévision
- 1994 : V'la l'cinéma ou le roman de Charles Pathé, téléfilm de Jacques Rouffio : ?
- 2014 : La Guerre des ondes, téléfilm de Laurent Jaoui : ?
- 2015 : Esprits de famille, épisode Laurent et autres handicapés de Jean-Marc Vervoort et Fabrice Couchard : le candidat TEC
- 2020 : L'Agent immobilier, mini-série d'Etgar Keret et Shira Geffen : l'inspecteur de police

### Publicité
- Clips pour Charal, Solcarlus et Mikado

## Doublage
Sources : Planète Jeunesse, AnimeNewsNetwork, Doublage Séries Database et crédits de fin.

### Cinéma

#### Films
- Donnie Yen dans : 
  - Ice Man (2014) : Ho Ying
  - Ip Man 3 (2015) : Ip Man
  - Ip Man 4 (2019) : Ip Man
  - Sakra, la légende des demi-dieux (2023) : Qiao Feng
- Takayuki Yamada dans :
  - Gantz (2011) : Masamitsu Shigeta
  - Gantz : Révolution (2011) : Masamitsu Shigeta
- 1983[n 1] : Outsiders : Randy Anderson (Darren Dalton (en))
- 2004 : Shaun of the Dead : David (Dylan Moran)
- 2005 : Imagine Me and You : Heck (Matthew Goode)
- 2006 : Another Gay Movie : Jarod (Jonathan Chase)
- 2007 : [•REC] : Sergio, l'agent de police (Jorge-Yamam Serrano)
- 2008 : Another Gay Movie 2 : Jarod (Jimmy Clabots (en))
- 2008 : Pretty Bird : Curt (Billy Crudup)
- 2008 : Bronson : Phil Danielson (James Lance)
- 2009 : Super Kids : Dr. Godfrey Larrabee (French Stewart)
- 2009 : 12 Rounds : l'agent spécial Ray Santiago (Gonzalo Menendez)
- 2010 : Space Battleship : Daisuke Shima (Naoto Ogata)
- 2010 : La Machine à démonter le temps : Phil (Crispin Glover)
- 2010 : Love and Secrets : Jim McCarthy (Nick Offerman)
- 2010 : La Conspiration : William Hamilton (James Badge Dale)
- 2011 : Le Grand Magicien : Chang Hsien (Tony Leung Chiu-wai)
- 2011 : Wolf Town : Ben (Max Adler)
- 2012 : Maman, la maison est hantée ! : Curtis Baxter (Doug Murray)
- 2012 : Lola Versus : Nick  Oyster (Ebon Moss-Bachrach)
- 2013 : La grande bellezza : Stefano (Giorgio Pasotti (it))
- 2013 : Home Run (en) : Clay (James Devoti)
- 2013 : Une belle fin : M. Pratchett (Andrew Buchan)
- 2013 : The Sex List : Willy McLean (Bill Hader)
- 2014 : Into the Woods : le prince charmant de Cendrillon (Chris Pine)
- 2014 : Le Monde de Nathan : Michael (Martin McCann)
- 2015 : True Story : Jeffrey Gregg (Robert Stanton)
- 2016 : Viral : Michael Drakeford (Michael Kelly)
- 2016 : Osiris, la 9e planète : Sy Lombrok (Kellan Lutz)
- 2016 : Ouija : Les Origines : le père Tom (Henry Thomas)
- 2016 : Revenger : Dr Li (Terry Chen)
- 2017 : First Kill : Tom (Tyler Jon Olson)
- 2019 : Miss Bala : Jimmy (Anthony Mackie)
- 2019 : De chair et d'os : Dr Raúl González (Guillem Peire)
- 2019 : Après le mariage : ? (?)
- 2019 : Domino : La Guerre silencieuse : Joe Martin (Guy Pearce)
- 2020 : Canicule : ? (?)
- 2021 : Défense d'atterrir : Jang Yoon-seok, le capitaine (Sang-hyun Lee)
- 2021 : Mad Dog (it) : Tancredi Bazzini (Paolo Mazzarelli (it))
- 2021 : Le Mauvais Camp : ? (?)
- 2022 : Family Camp (en) : Tommy Ackerman (Tommy Woodard)
- 2022 : La Maleta : ? (?)
- 2022 : Leila et ses frères : Jafar [Qui ?]
- 2023 : Kandahar : le colonel Farzad Asadi (Bahador Foladi)
- 2023 : Big George Foreman : ? (?)
- 2023 : Dead Shot (en) : ? (?)
- 2024 : Le Mauvais Camp 2 : ? (?)
- 2025 : Bride Hard (en) : Ryan (Sam Huntington)

#### Films d'animation
- 1969[n 2] : Le Chat botté : voix additionnelles
- 1998 : Pokémon, le film : Mewtwo contre-attaque : James
- 1999 : Pokémon 2 : Le pouvoir est en toi : James
- 2000 : Pokémon 3 : Le Sort des Zarbi : James
- 2001 : Millennium Actress : voix additionnelles
- 2001 : Initial D : Third Stage : Koichiro Iketani
- 2002 : Les Héros Pokémon : James
- 2002 : Le Royaume des chats : ? (doublage belge)
- 2003 : Tokyo Godfathers : Marioe
- 2004 : La Tour au-delà des nuages : Takuya Shirakawa
- 2004 : Naruto et la Princesse des neiges : voix additionnelles
- 2004 : Yu-Gi-Oh!, le film : La Pyramide de Lumière : Tristan Taylor, le commentateur télé
- 2005 : Nana : Shoji
- 2005 : Pokémon : Lucario et le Mystère de Mew : James
- 2006 : Pokémon Ranger et le Temple des mers : James
- 2006 : Amer Béton : voix additionnelles
- 2006 : Hui Buh – Le Fantôme du château : voix additionnelles
- 2007 : Naruto Shippuden : Un funeste présage : Taruho
- 2007 : Pokémon : L'Ascension de Darkrai : James
- 2008 : Pokémon : Giratina et le Gardien du ciel : James
- 2008 : Resident Evil: Degeneration : Frederic Downing
- 2009 : Pokémon : Arceus et le Joyau de Vie : James
- 2009 : Naruto Shippuden : La Flamme de la volonté : Kotetsu Hagane et San
- 2010 : Pokémon : Zoroark, le maître des illusions : James
- 2011 : Pokémon : Noir – Victini et Reshiram et Pokémon : Blanc – Victini et Zekrom : James, Reshiram
- 2011 : Naruto Shippuden: Blood Prison : Nagato/Pain, Maroï
- 2011 : Inazuma Eleven GO, le film : Gryphon, les liens ultimes (en) : Ryoma Nishiki et Frank Wintersea
- 2012 : Naruto Shippuden: Road to Ninja : Nagato/Pain
- 2013 : Pokémon, le film : Genesect et l'Éveil de la légende : James
- 2013 : Iron Man : L'Attaque des technovores : voix diverses
- 2014 : Pokémon, le film : Diancie et le Cocon de l'annihilation : James
- 2014 : Les Chevaliers du Zodiaque : La Légende du Sanctuaire : Shura et Aphrodite
- 2014 : Naruto the Last, le film : Pain
- 2015 : Pokémon, le film : Hoopa et le Choc des Légendes : James
- 2016 : Pokémon, le film : Volcanion et la Merveille mécanique : James
- 2016 : One Piece: Gold : voix additionnelles
- 2016[n 3] : Yu-Gi-Oh! The Dark Side of Dimensions : Tristan Taylor
- 2017 : Pokémon, le film : Je te choisis ! : James
- 2018 : Pokémon, le film : Le pouvoir est en nous : James
- 2019 : Pokémon : Mewtwo contre-attaque - Évolution : James
- 2019 : Saga of Tanya the Evil, le film : Nikolaï
- 2020 : Barbie : L'Aventure de princesse : Ned Johnson
- 2021 : Le Journal d'un dégonflé : Frank
- 2022 : Unicorn Wars : le capitaine Museau et le soldat fourrure

### Télévision

#### Téléfilms
- David Tennant dans :
  - Le Jour du Docteur (2013) : le 10e Docteur
  - La Créature stellaire (2023) : le 14e Docteur
  - Aux Confins de l'Univers (2023) : le 14e Docteur
  - Le Fabricant de Jouets (2023) : le 14e Docteur

- 2010 : Les Contes de Grimm : Fritz [Qui ?] (saison 3, épisode 1 : La Lumière bleue), Robert [Qui ?] (saison 3, épisode 3 : Le Maître-voleur)
- 2011 : Il était une fois à Castlebury... : ? ( ? )
- 2015 : Une couronne pour Noël (en) : le roi Maximillian (Rupert Penry-Jones)
- 2017 : Le célibataire d'à côté : Gavin Burnett (Steven Bruns)
- 2021 : Le cauchemar d'une future maman : William (Cleo Anthony (en))
- 2023 : Un nouvel ami pour Noël : Trevor (Ben Mehl)

#### Séries télévisées
- 1999-2007 : Alerte Cobra : Tom Kranich (René Steinke) (83 épisodes)
- 2001-2005 : Nos vies secrètes : Evan Wylde (Samuel Johnson) (saisons 3 et 4, 72 épisodes)
- 2002-2005 : Berlin, Berlin : Sven Ehlers (Jan Sosniok) (86 épisodes)
- 2002-2012 : Affaires non classées : Dr Harry Cunningham (Tom Ward (en)) (saisons 6 à 15, 96 épisodes)
- 2003-2008 : La Famille Serrano : Marcos Serrano Moreno (Fran Perea (es)) (87 épisodes)
- 2004-2005 : Shameless : Steve McBride (James McAvoy) (13 épisodes)
- 2005-2008 / 2022 : Doctor Who : 9e, 10e et 14e Docteur (Christopher Eccleston et David Tennant) (65 épisodes)
- 2006 : Affaires d'États : Nicholas Brocklehurst (Ben Daniels) (mini-série)
- 2009 : Sanctuary : Gerald, le conservateur du British Museum (Colin Cunningham) (saison 2, épisode 6)
- 2009-2015 : Community : Craig Pelton (Jim Rash) (96 épisodes)
- 2010-2011 : Hard Times : Max Owens (Jayson Blair) (24 épisodes)
- 2010-2012 : Lip Service : Jay Bryan Adams (Emun Elliott) (8 épisodes)
- 2012 : Violetta : Luca Caviglia (Simone Lijoi (de)) (80 épisodes)
- 2013 : Chica vampiro : Crocs Blanc [Qui ?] (à partir de l'épisode 82), le présentateur Pop Music [Qui ?]
- 2013-2014 : Utopia : Michael Dugdale (Paul Higgins)
- 2013-2019 : Orange Is the New Black : Joseph « Joe » Caputo (Nick Sandow) (88 épisodes)
- 2016 : Underground : le marshal Kyle Risdin (James Lafferty) (6 épisodes)
- 2017 : Kally's Mashup : La Voix de la pop : Mike Ponce (Mariano Chiesa (es))
- depuis 2017 : Outlander : Lord John Grey (David Berry)
- 2018 : The Haunting : Kevin Harris (Anthony Ruivivar) (saison 1)
- 2018 : Waco : Steve Schneider (en) (Paul Sparks) (mini-série)
- 2019-2023 : Ghosts (en) : Thomas Thorne (Mathew Baynton) (35 épisodes)
- 2020 : Truth Seekers : Dr Peter Toynbee (Julian Barratt)
- 2020 : Romulus : Aulus Hirtius (Fulvio Pepe) (saison 1, épisodes 4 et 6)
- 2020-2022 : Mystic (en) : Tom Avery (Kirk Torrance (en)) (27 épisodes)
- 2021 : Alex Rider : Charlie Roper (Jonathan Slinger (en)) (saison 2)
- 2022 : Super Pumped : Quentin (Noah Weisberg) (saison 1)
- 2022 : À moi la nuit, toi le jour : Phil (Dustin Demri-Burns (en))
- 2022 : Bosé (es) : ? (?)
- 2022 : Le Blues du Maestro (en) : ? (?) (saison 1)
- 2022 : Theodosia : Alistair Throckmorton
- 2023 : Américain de Chine (en) : Niu Mowang (Leonard Wu (en))
- 2023 : The Killing Kind (en) : ? (?)
- 2023 : Frères (en) : le coach Howard (Will Koberg)
- 2023 : Delete Me : ? (?) (saison 2)
- 2023 : Mayfair Witches : Daniel Lemle (Tobias Jelinek)

#### Séries d'animation
- Akashic Records of Bastard Magic Instructor : Lake
- Beast Machines : Transformers : Jetstorm, Silverbolt
- Beyblade: Burst : Xander Shakadera
- Black Cat : Woodney
- Bungo Stray Dogs : Fiodor Dostoïevski (à partir de la saison 3)
- Cyborg 009
- Close Enough : Joshua "Josh" Singleton
- Détective Conan : voix diverses
- Di-Gata les défenseurs : Adam
- Félibert, le chaventurier : Fred/Félibert
- Initial D : Iketani
- Mort & Phil : Mortadel
- Naruto Shippuden : Kotetsu Hagane, Nagato, Pain, Hiruzen Sarutobi (jeune adulte)
- Nexo Knights : Lance Richmond
- One Piece : Portgas D. Ace (1re voix, 2e doublage), Shak1
- Rave : Shuda, voleur A
- Reideen the Superior : Voltor
- Saint Seiya: The Hades Chapter - Sanctuary : Shura du Capricorne
- Saint Seiya: Saintia Shō : Saga/Serpent
- Saiyuki : Homura
- Samurai 7 : Rikichi
- SheZow : Manny Ken (épisode 19)
- Shin-chan : un étudiant (épisode 29)
- Transformers Robots in Disguise : Mission secrète : Fracture, Divebomb, Octopunch, Scowl
- Transformers Rescue Bots Academy : Wedge
- Yu-Gi-Oh! GX : Bleu obélisk (épisodes 123 et 124)
- 1997-2000 : Les Enquêtes de Kindaichi : le commissaire Akechi, Ryunosuke Tatsumi, Keisuke Shibusawa
- 1997-2023 : Pokémon, la série : James
- 2000-2004 : Yu-Gi-Oh! : Tristan Taylor et Chevalier Flamboyant
- 2001-2005 : Mes parrains sont magiques : Adam West / "Catman" (1re voix, saisons 1 à 5.11)
- 2003-2008 : Nom de code : Kids Next Door : Numéro 2/Mimile Mermoz (2e voix, saisons 2 à 6)
- 2004 : Elfen Lied : le professeur Kurama
- 2004-2007 : Zorori le magnifique : Roger
- 2004-2010 : 6teen : Jonesy « Enzo » Garcia
- 2005-2006 : Eureka Seven : Matthieu
- 2005-2008 : Camp Lazlo : Clam
- depuis 2005 : Robot Chicken : plusieurs personnages (depuis la saison 1)
- 2006 : Air Gear : Akira
- 2006 : Sorcière de l'ouest : Eusis Roland
- 2008-2011 : Yu-Gi-Oh! 5D's : MC (commentateur du duel), Primo, Elsworth, le père de Sherry et un sbire de Pierro
- 2010 : Marvel Anime - Blade : Ladu
- 2010 : Marvel Anime - Wolverine : Hideki Kurohagi
- 2010 : Avengers : L'Équipe des super-héros : l'ordinateur J.A.R.V.I.S (en)
- 2010-2011 : Scan2Go (en) : voix additionnelles
- 2010-2019 : My Little Pony : Les amis, c'est magique : le prince Blueblood
- 2011-2012 : Yu-Gi-Oh! Zexal : Astral
- 2011-2014 : Inazuma Eleven Go : Archer Hawkins, Ryoma Nishiki, Saber Sabel, Harold Houdini (saison 3) et Zanark Avalonic
- 2012-2018 : Princesse Sofia : Bailey
- 2013-2014 : Mademoiselle Zazie : Mike
- depuis 2013 : Rick et Morty : Jerry Smith et voix additionnelles
- 2014 : Nina au Petit Coin : Nat
- 2015 : Lego Star Wars : Les Contes des Droïdes : Obi-Wan Kenobi jeune, le général Veers et voix additionnelles
- 2016 : Joker Game (en) : Alain Lernier (épisode 3)
- 2016-2019 : La Loi de Milo Murphy : Martin Murphy et M. Slash
- 2017 : Saga of Tanya the Evil : voix additionnelles
- depuis 2017 : Big Mouth : Greg
- 2018 : Dot. : le père de Dot
- 2018 : Darling in the Franxx : voix additionnelles
- 2018 : Moi, quand je me réincarne en Slime : Yomu (saison 1)
- 2018 : Death March to the Parallel World Rhapsody : Barkins
- 2018-2020 : Radiant : Baron Doussant et Piodon
- depuis 2019 : Bungo Stray Dogs : Fyodor Dostoesvky
- depuis 2019 : Lego City Adventures (en) : le sergent Duke DeTain
- 2020 : Castlevania : Taka
- 2020-2022 : Dragon Quest : La Quête de Daï : Hym le pion
- 2021 : Miss Kobayashi's Dragon Maid : voix additionnelles
- 2021 : Mushoku Tensei : Jobless Reincarnation : Jenius Halphas
- 2021 : The Dungeon of Black Company : Zechs Haller (épisode 6)
- 2021-2022 : Lupin III Part 6 : l'inspecteur Lestrade
- 2021-2023 : Tokyo Revengers : Shūji Hanma
- 2022 : The Strongest Sage with the Weakest Crest : voix additionnelles
- 2023 : Royal Crackers (en) : Docteur
- 2023 : Dead Mount Death Play : Tsubaki Iwanome
- 2023 : Cheat Skill Level Up : voix additionnelles
- 2023 : Barbie : Une touche de magie (en) : Kel
- 2024 : Solo Leveling : voix additionnelles
- 2024 : The Wrong Way to Use Healing Magic : Nero
- 2025 : Mobile Suit Gundam GQuuuuuuX : voix additionnelles

### OAV
- 2003-2004 : Shin Hokuto no Ken : Toby

### Jeux vidéo
- 2023 : Naruto x Boruto: Ultimate Ninja Storm Connections : Pain, Nagato et Kotetsu Hagane

## Voix off

### Livres audio
Œuvre de Frédéric Lenoir
- Petit traité de vie intérieure (Audiolib, 2011)

Œuvre de Guillaume Musso
- Central Park (Audiolib, 2014)